# Crusaders Football Club
Crusaders F.C. é um clube de futebol da Irlanda do Norte que disputa a primeira divisão da Irlanda do Norte (Campeonato Norte-Irlandês de Futebol). O clube foi fundado em 1898 e tem a sua sede na cidade de Belfast e joga os seus jogos em casa no estádio Seaview. As cores do clube são o vermelho e o preto.

## Títulos
Fonte:
- Campeonato Norte-Irlandês: 7 (1972–73, 1975–76, 1994–95, 1996–97, 2014–15, 2015–16, 2017–18)
- Copa da Irlanda do Norte: 6 (1966–67, 1967–68, 2008–09, 2018-19, 2021-22, 2022-23)
- Copa da Liga Norte-Irlandesa: 1 (2011–12)

## Uniformes

### 1º Uniforme
| 2020–2021 | 2018–2020 | 2016–2018 |

### 2º Uniforme
| 2020–2021 | 2018–2020 | 2016–2018 |